# Valaida Snow
Valaida Snow (2 de junio de 1904 -30 de mayo de 1956) fue una artista y música de jazz estadounidense que actuó internacionalmente. Era conocida como "Little Louis" y la "reina de la trompeta", un apodo que le dio WC Handy.

## Biografía
Snow nació en Chattanooga, Tennessee. Su madre, Etta, era profesora de música educada en la Universidad Howard y su padre, John, era un ministro que era el líder de Pickaninny Troubadours, un grupo formado principalmente por niños artistas. Criada en la carretera en el seno de una familia del mundo del espectáculo, donde a partir de los cinco años empezó a actuar con el grupo de su padre. Cuando cumplió 15 años, aprendió a tocar el violonchelo, el bajo, el banjo, el violín, la mandolina, el arpa, el acordeón, el clarinete, la trompeta y el saxofón. Ella también cantaba y bailaba.

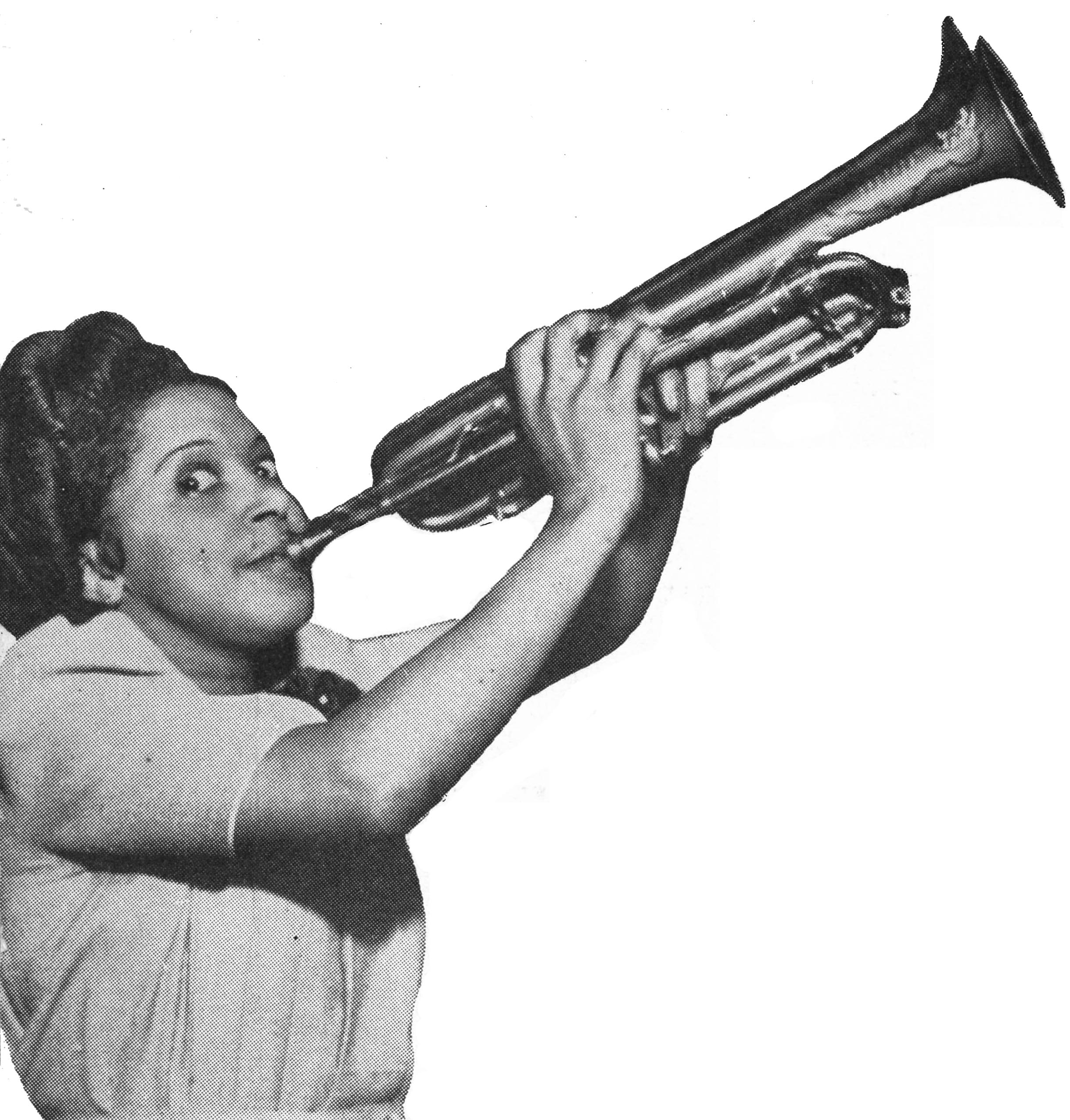
Snow haciendo una aparición en un anuncio sueco cuando realizó una gira por Escandinavia.

Su carrera en solitario comenzó cuando se unió a una revista popular llamada Holiday in Dixieland, después de salir de un matrimonio abusivo. Luego tuvo una residencia en un cabaret de Harlem, lo que ayudó a que la eligieran junto a Josephine Baker en el musical In Bamville, una continuación del exitoso musical Shuffle Along . Si bien el musical en sí no fue un éxito, Baker y Snow recibieron críticas positivas.
Después de centrarse en la trompeta, Snow rápidamente se hizo tan famosa con el instrumento que la apodaron "Little Louis" en honor a Louis Armstrong, quien la llamó la segunda mejor trompetista de jazz del mundo, además de él mismo. WC Handy, conocido como el padre del blues, le dio el apodo de "Reina de la trompeta". Los críticos contemporáneos Krin Gabbard y Will Friedwald han comentado sobre su enfoque para tocar como Armstrong. Gabbard dijo que desarrolló un "estilo claramente amstrongiano" y Friedwald dijo que "imitó" a Armstrong. En una actuación de 1928 en Chicago en el Sunset Café, Snow tocó la trompeta y cantó. Luego se colocaron siete pares de zapatos en fila al frente del escenario, y ella bailó con cada par para un coro. Los bailes y zapatos a combinar fueron: soft-shoe, zapatos adagio, zapatos de claqué, zuecos holandeses, sandalias chinas de paja, pantuflas turcas y el último par, botas rusas. "Cuando Louis Armstrong vio el espectáculo una noche, siguió aplaudiendo después de que otros se detuvieran y comentaran: 'Vaya, nunca vi nada tan bueno'". A pesar de su talento, tuvo menos oportunidades de realizar residencias como líder de banda en clubes de Nueva York o Chicago, como muchos de sus compañeros masculinos. En cambio, principalmente realizó giras, tocando conciertos en los Estados Unidos, Europa y China. En 1926, realizó una gira por Londres y París con la revista Blackbirds de Lew Leslie y luego, de 1926 a 1929, realizó una gira con Jack Carter's Serenaders en Shanghái, Singapur, Calcuta y Yakarta.
Su período de mayor éxito fue en la década de 1930 cuando se convirtió en el brindis de Londres y París. Por esta época grabó su exitosa canción "High Hat, Trumpet, and Rhythm". Actuó en el espectáculo de Ethel Waters Rhapsody in Black, en Nueva York. A mediados de la década de 1930, Snow hizo películas con su esposo, Ananias Berry, del grupo de baile Berry Brothers. Después de tocar en el Teatro Apollo de la ciudad de Nueva York, volvió a visitar Europa y el Lejano Oriente para ver más espectáculos y películas. Fue encarcelada en una cárcel de Copenhague durante la Segunda Guerra Mundial cuando los soldados nazis tomaron Dinamarca, donde estaba de gira.
Según un programa de radio de jazz que se emitió el 28 de octubre de 2017, Snow dijo que fue arrestada en Europa, aparentemente yendo a la cárcel por robo y drogas ilegales. Más tarde, mientras recorría Dinamarca en 1941, dijo que los nazis la arrestaron y probablemente la mantuvieron en Vestre Fængsel, una prisión danesa en Copenhague dirigida por los nazis, antes de ser liberada en un intercambio de prisioneros en mayo de 1942. Se rumoreaba que su amistad con un oficial de policía belga la ayudó a abordar un barco que transportaba diplomáticos extranjeros. Según el historiador de jazz Scott Yanow, "nunca se recuperó emocionalmente de la experiencia". Se casó con Earl Edwards. En la década de 1950, no pudo recuperar su antiguo éxito.
Valaida Snow murió a los 51 años debido a una hemorragia cerebral el 30 de mayo de 1956 en la ciudad de Nueva York, en el backstage de una actuación en el Palace Theatre.

## Legado
Todavía existen muchas grabaciones de las actuaciones de Snow, incluidas grabaciones de audio y grabaciones audiovisuales de ella en el escenario o en películas. Según la profesora de musicología Tammy L. Kernodle, "Lo desafortunado de su legado es que no fue grabada tanto como muchos de sus compañeros, pero era una música muy respetada en el circuito de vodevil, e incluso entre los propios músicos masculinos de jazz". Esta cita fue de una entrevista telefónica de Giovanni Russonello, quien el 22 de febrero de 2020 publicó su obituario tardío en The New York Times, como parte de la serie "Overlooked No More". No existen grabaciones comerciales de Snow como trompetista realizadas en Estados Unidos, todas fueron grabadas en Europa. Antes de que se publicara su obituario, The New York Times escribió sobre ella solo una vez en una reseña de un párrafo sobre un recital de canciones de 1949 en el ayuntamiento de Nueva York.
Dr. Kernodle también dijo que el legado de Snow es importante ya que ayudó a "cambiar el contexto del jazz lejos del estilo Dixieland temprano" y "[fue] importante en términos de ayudarnos a comprender la difusión del jazz en Europa, particularmente después de la Primera Guerra Mundial".

## Actuaciones
- 11 de marzo de 1933; Earl Hines y Snow actuaron en el salón de baile Madrid en Harrisburg, PA.[14]
- 23 de septiembre de 1945; Primer concierto de Cavalcade of Jazz en Los Ángeles en Wrigley Field producido por Leon Hefflin Sr. junto con Count Basie, The Honeydrippers, The Peters Sisters, Slim and Bam y Joe Turner.[15]

## Literatura
- Earl Hines' oral autobiography, The World of Earl Hines (with Stanley Dance) includes several vignettes of Snow by her intimate friend.
- John Edgar Wideman (1989). Valaida. «Fever: Twelve Stories». Henry Holt and Co. ISBN 978-0-8050-1184-5.
Valaida Snow aparece como un personaje de ficción que se arrojó encima del protagonista cuando éste era un niño para protegerlo de una paliza a manos de los nazis en un campo de concentración. Snow es representada como una mujer fuerte y generosa que recuerda con orgullo que "Me pegaron y me follaron por todos los agujeros que tenía. Era su puta. Su criada. Un taburete al que se subían cuando querían llegar un poco más alto. Pero nunca canté en su jaula, Bobby. Ni una sola nota" (p. 28).
- Candace Allen (2004). «Valaida». Virago (London). ISBN 978-1-84408-172-1.
Una novela basada en la historia de vida de Valaida Snow.
- Mark Miller (2007). «High Hat, Trumpet and Rhythm: The Life and Music of Valaida Snow». The Mercury Press (Toronto). ISBN 978-1-55128-127-8.
Biografía. Tanto el libro de Allen como el de Miller contradicen la afirmación de que Snow estuvo retenida por los nazis y, en cambio, la sitúan bajo custodia danesa en una prisión de Copenhague.
- Pascal Rannou (2008). «Noire, la neige». Editions Parenthèses (Marseille). ISBN 978-2-86364-648-9.
Inspirado en la vida de Valaida, pero es más ficticio que estrictamente biográfico.
- Valaida Snow, por Emmanuel Reuzé y Maël Rannou, tira cómica, BDMusic, Paris, coll. " BDJazz ", 2012.

## Familia
Según un artículo publicado en el Pittsburgh Courier en 1933, Snow fue arrestada y luego absuelta de bigamia después de fugarse con su prometido Ananias John W. Berry, Jr.

## Discografía
- 1940-1953 (clásicos)
- Queen of Trumpet and Song (DRG, 1999)